# Lapuebla de Labarca
Lapuebla de Labarca (baskisch: Lapuebla Labarka) ist eine Kleinstadt und eine Gemeinde (municipio) mit 859 Einwohnern (Stand: 2024) in der Provinz Álava in der Autonomen Gemeinschaft Baskenland im Norden Spaniens. Der Ort gehört zur Weinbauregion Rioja. 

## Lage
Lapuebla de Labarca liegt in einer Höhe von etwa 430 Metern ü. d. M. im äußersten Süden der Provinz Álava nahe der Grenze zur Autonomen Gemeinschaft La Rioja. Lapuebla de Labarca liegt etwa 50 Kilometer südsüdöstlich von Vitoria-Gasteiz. Das Klima in Lapuebla de Labarca ist gemäßigt – winterliche Nachtfröste sind ebenso selten wie sommerliche Tagestemperaturen über 30 °C.

## Bevölkerungsentwicklung
| Jahr      | 1897 | 1900 | 1950 | 1970 | 1981 | 1991 | 2001 | 2011 | 2021 |
| Einwohner | 770  | 810  | 899  | 774  | 763  | 814  | 852  | 859  | 858  |

Seltsamerweise hatte die Reblauskrise gegen Ende des 19. Jahrhunderts keinen spürbaren Einfluss auf die Einwohnerzahlen; ab der Mitte des 20. Jahrhunderts machte sich jedoch der Verlust an Arbeitsplätzen durch die verstärkte Mechanisierung der Landwirtschaft bemerkbar.

## Wirtschaft
In frühen Jahrhunderten lebten die Bewohner hauptsächlich von den landwirtschaftlichen Produkten der näheren Umgebung, zu denen auch der Wein gehörte. Der Ort selbst fungierte als Markt- und Handelszentrum, aber auch Handwerker ließen sich hier nieder. Die zunehmende Bedeutung des Weinbaus und des Weintourismus in der Rioja wirkt sich in den letzten Jahrzehnten auch wieder positiv auf die Beschäftigung aus.

## Sehenswürdigkeiten
- Kirche Mariä Himmelfahrt (Iglesia de Nuestra Señora de la Asunción)
- Rathaus

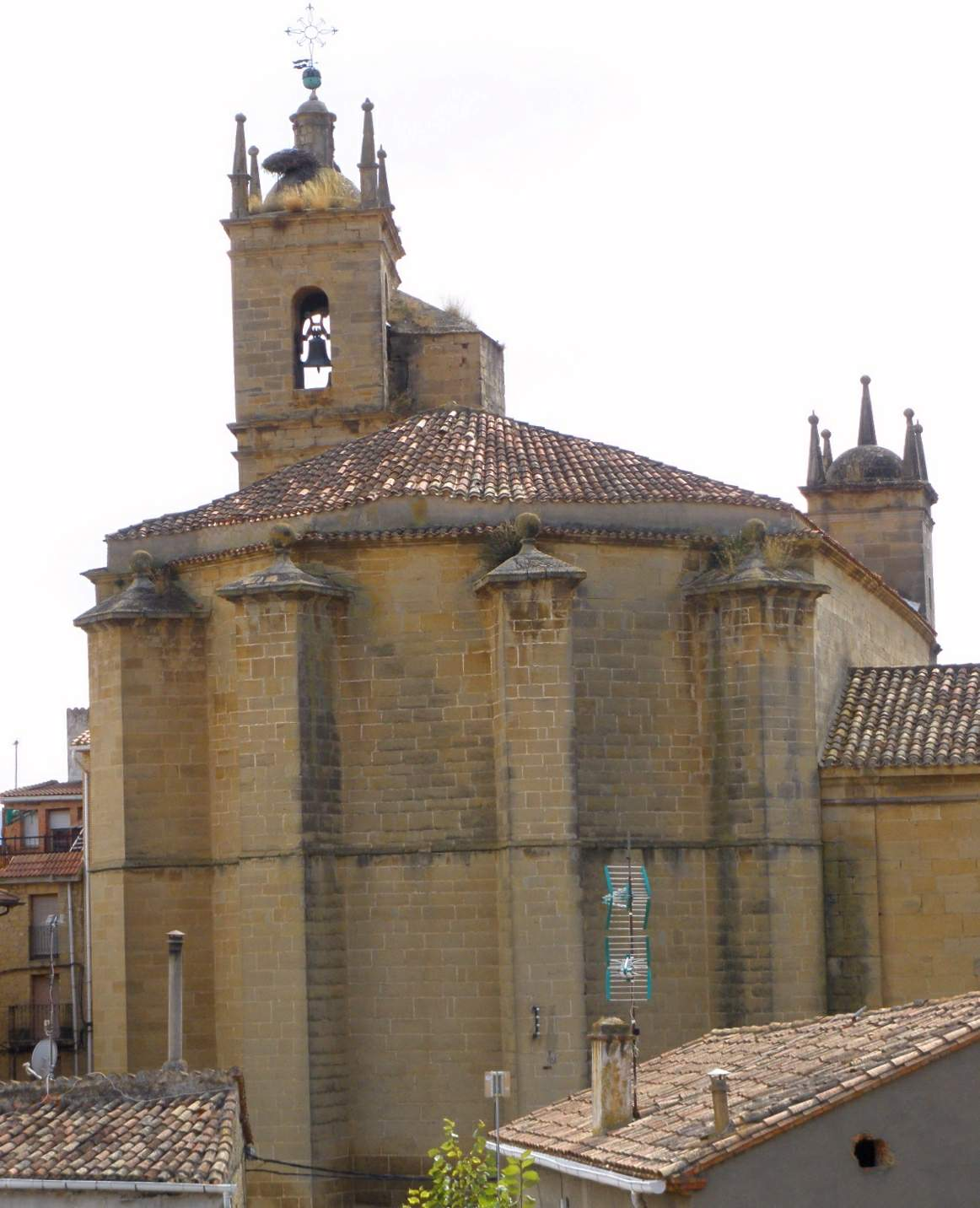
Kirche Mariä Himmelfahrt
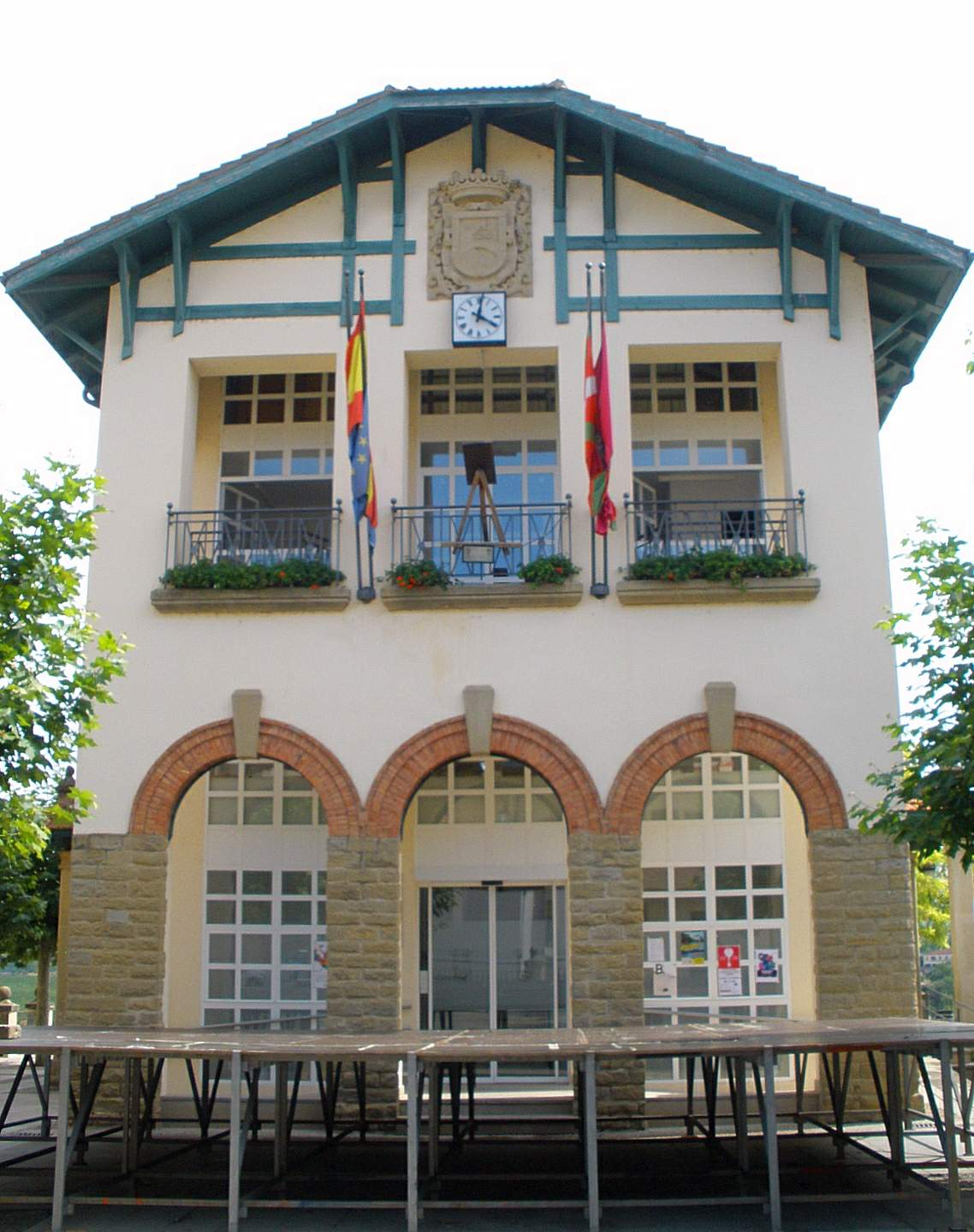
Rathaus